# 朱鷺によせる哀歌
『朱鷺によせる哀歌』（ときによせるあいか）作品12は、吉松隆が作曲した楽曲。1971年に捕獲された本州最後のトキ“能里”の死に触発されて、1977年から1980年にかけて作曲した、弦楽合奏とピアノのための作品で、吉松の代表作の一つである。1981年1月には国産トキ最後の6羽が捕獲されて野生絶滅しており、初演は同年2月、「現代の音楽展81」にて山田一雄指揮日本フィルハーモニー交響楽団により行われた。作品は国産トキ最後の6羽に捧げられている。旋法書法と特殊奏法を分割された弦楽合奏に巧妙に配置した数分の演奏時間を要する、物悲しい音楽である。
作曲家の紹介文献で「『朱鷺によせる哀歌』で尾高賞を受賞した」と記述されていることがあるが、事実ではなく、本人も公式サイトで否定している。

## 楽器編成
全体は鳥を見下ろした形を模した両翼配置になっている。
- 第一ヴァイオリン12、第一ヴィオラ4、第一チェロ4 …これらは鳥の右翼にあたる。
- 第二ヴァイオリン12、第二ヴィオラ4、第二チェロ4 …これらは鳥の左翼にあたる。
- コントラバス6 …鳥の尾羽にあたる。
- ピアノ …指揮者も含め、鳥の頭部にあたる。

なお、ヴァイオリンはそれぞれ3部に分割されている。